# Дворец Гроскюнау
Дворец Гро́скюнау (нем. Schloss Großkühnau) — дворец в одноимённом районе города Дессау-Рослау в земле Саксония-Анхальт. Входит в состав Паркового королевства Дессау-Вёрлиц, созданного по указанию князя Леопольда II Ангальт-Дессауского. Объект Всемирного наследия ЮНЕСКО.
Солидный и простой в оформлении классицистский дворец Гроскюнау был построен в 1780 году для принца Альберта Фридриха Ангальт-Дессауского, сына Леопольда II. Дворцовый Кюнауский парк был заложен на южном берегу Кюнауского озера и на искусственных островах озера. Пейзажный парк образует западную границу Паркового королевства.
С 1932 года во дворце размещалась школа Имперской службы труда. С января 1998 года во дворце находится штаб-квартира Культурного фонда Дессау Вёрлиц.